# Suyano
Sjoerd IJpelaar, (Breda, Países Bajos, 23 de julio de 1990) más conocido Suyano es un DJ y productor holandés orientado a los géneros Progressive House y EDM.

## Sencillos
- 2012: Airplay [Nope Is Dope Beats]
- 2012: Universe [Nope Is Dope Beats]
- 2012: Pippa [Black Hole Recordings]
- 2014: Busted (con Billy The Kit) [Oxygen]
- 2015: Ready [Wall Recordings]
- 2015: Switch Up (con Reez) [Wall Recordings]
- 2016: Bottles Up (con Reez) [ Revealed Recordings ]
- 2016: Shockwave feat. Chloe Stamp (con Rivero) [ Revealed Recordings ]
- 2016: Wasting Love feat. Paddy Dalton [Armada Zouk]
- 2016: I'll Be There [ Revealed Recordings ]
- 2016: Rewind [ Revealed Recordings ]
- 2016: Overload (con Adventurer) [ Revealed Recordings ]
- 2017: Bomboclat (con Matt Watkins) [ Revealed Recordings ]
- 2017: Otherside (con RIVERO) [ Revealed Recordings ]
- 2017: Loved By You (con Robert Falcon) [ AFTR:HRS ]
- 2018: Night Like This (con No Class & Alison Madison) [ Revealed Recordings ]
- 2018: Light It Up (con Hardwell feat. Richie Loop) [ Revealed Recordings ]
- 2018: Brothers In Arms (con Astra) [ Revealed Recordings ]
- 2019: Should've Been Love (con Mandy Jiroux) [ Revealed Recordings ]
- 2019: Colors (con Wasback feat. Daimy Lotus) [ Revealed Recordings ]
- 2019: Playing in the Sun [ Revealed Recordings ]
- 2019: Go To War (con Hardwell) [ Revealed Recordings ]

### Remixes & Edits
- 2013: Massivedrum - C.Y.E. (Clean Your Ears) (Suyano Remix) [NewLight Records]
- 2015: Shaggy, Pitbull, Gene Noble - Only Love (Suyano Remix) [Brooklyn Knights/RAL/Sony Music]
- 2017: RIVERO & Wasback - Wait For The Night (Suyano Edit) [Revealed Recordings]
- 2017: Magnificence & Venomenal feat. Emelie Cyréus (Suyano Remix) [Revealed Recordings]
- 2017: Rooverb & Alan Crown & Alicia Madison - Insanity (Suyano Remix) [Revealed Recordings]
- 2018: Maxim Schunk x Raven & Kreyn feat. BISHØP - My Name (Suyano Remix) [Enhanced Recordings]
- 2019: Hardwell feat. Conor Maynard & Snoop Dogg - How You Love Me (Suyano Remix) [Spinnin Records]